# SMAP 25 YEARS
《SMAP 25 YEARS》是于2016年12月21日在日本正式发行的SMAP第六张精选专辑，其发行公司为JVC建伍胜利娱乐株式会社。

## 销量成绩
- 公信榜2017年1月2日－1月8日CD专辑榜周间第一名，首周销量达到66.8万张。在所有2016年发行的专辑中，它的首周销量最高。

- 蝉联公信榜2017年1月9日－15日CD专辑榜周间第一名，当周销量27.5万张。这是SMAP自1995年的专辑《COOL》之后，时隔22年之后再次蝉联专辑周榜冠军。

- 2017年1月16日－22日，当周销量6.4万张，三周累积销量突破100万张，获得公信榜“百万销量”认证。这是SMAP自《SMAP VEST》之后，时隔15年零9个月，第二张拿下百万销量的专辑。
  - 2016年年初，岚的《Japonism》也达到了百万销量，但耗费了12周的时间。上一张三周之内的达到百万销量的专辑是AKB48的《未来轨迹》；而男性艺人方面则是岚在七年零四个月前用《All the BEST! 1999-2009》所创下的。

- 目前专辑销量已经突破115万张。

## 收录歌曲
本精选辑内收录的50首歌曲按照发行年代顺序进行排序。
注：粗體字歌名為首次收錄。
| Disc 1   | Disc 1                | Disc 1           | Disc 1        | Disc 1   | Disc 1                                                     | Disc 1                                                   |
| 曲序     | 曲目                  |                  | 作曲          | 编曲     | 首次發行                                                   | 备注                                                     |
| -------- | --------------------- | ---------------- | ------------- | -------- | ---------------------------------------------------------- | -------------------------------------------------------- |
| 1.       | Can't Stop!! -LOVING- | 森浩美           | Jimmy Johnson | 船山基紀 | 《Can't Stop!! -LOVING-》 1991年9月9日（第1張單曲）        | 朝日系《北野武的TV擒抱》主題曲                           |
| 2.       | BEST FRIEND           | 福島優子、森浩美 | 筒美京平      | 土方隆行 | 《不要放棄Baby!～Never give up》 1992年7月8日（第4張單曲） | NHK《大家的歌》放送曲。 SMAP主演《心之鏡腳本故事》插曲。 |
| 3.       | 歡笑的活力            | 森浩美           | 馬飼野康二    | 船山基紀 | 《歡笑的活力》 1992年11月11日（第5張單曲）                 | 東京系動畫片《百變小姬子》片頭曲。                       |
| 4.       | 妳是妳                |                  | 谷本新        | 重實徹   | 《妳是妳》 1993年9月9日（第9張單曲）                       | 東京系動畫片《百變小姬子》片尾曲。                       |
| 5.       | 真的很好就是你        |                  | 馬飼野康二    | CHOKKAKU | 《妳是妳》 1993年9月9日（第9張單曲）                       |                                                          |
| 总时长： | 总时长：              | 总时长：         | 总时长：      | 总时长： | 总时长：                                                   | 1:15:59                                                  |